# Liu Yingkui
Liu Yingkui (chinesisch 刘英奎, Pinyin Liú Yīngkuí; * 11. Dezember 1982) ist ein ehemaliger chinesischer Eishockeyspieler, der zuletzt bis 2012 bei China Dragon in der Asia League Ice Hockey spielte.

## Karriere
Liu Yingkui begann seine Karriere in der Mannschaft aus Harbin, mit der er 2002 und 2003 chinesischer Landesmeister wurde. Ab 2004 spielte er mit der Mannschaft, die sich in der Saison 2006/07 Hosa nannte, in der Asia League Ice Hockey. Nachdem sich das Team 2007 mit der Mannschaft Changchun Fu'ao zusammenschloss, spielte er fortan für das Fusionsprodukt China Sharks, das seit 2009 als China Dragon antritt und für das er bis zu seinem Karriereende 2012 spielte.

### International
Für China nahm Liu Yingkui im Juniorenbereich an der Asien-Division I der U18-Weltmeisterschaft 2000 teil.
Im Seniorenbereich stand der Angreifer im Aufgebot Chinas bei den Weltmeisterschaften der Division II 2004, 2006, 2008, 2009 und 2011.

## Erfolge und Auszeichnungen
- 2002 Chinesischer Meister mit der Mannschaft aus Harbin
- 2003 Chinesischer Meister mit der Mannschaft aus Harbin
- 2006 Aufstieg in die Division I bei der Weltmeisterschaft der Division II, Gruppe B

## Asia-League-Statistik
(Stand: Ende der Saison 2011/12)